# 秦簡公
秦簡公（前428年—前400年），嬴姓，名悼子，战国时期秦国君主。秦怀公之子，秦昭子之弟、秦灵公之叔，在位15年。
秦简公在位期间，被魏国夺取河西地区（今山西、陕西两省间黄河南段以西地区），国力进一步衰落。

## 继位
秦国自秦厉共公以后，国内国政长期由旧贵族把持，国君的废立也由他们掌握。前415年，秦灵公去世后，秦国国内重臣拥立在晋国的秦怀公之子、秦昭子之弟、秦灵公之叔秦简公回国继位，秦灵公之子公子師隰（即公子连，後來的秦獻公）没有能够继位而被迫流亡至魏国。

## 河西之战
魏国自魏文侯继位后，政治上任用翟璜、吴起、李悝、魏成子等人进行改革，使魏国国势逐渐强盛。面对内外交困的秦国，魏国采取主动进攻的方式，夺取了秦国的河西地区。
前413年，魏国大举进攻秦国，魏国上地郡守李悝在郑县（今陕西省渭南市华州区）大败秦军。次年，魏文侯派太子击包围并占领了秦国的繁庞（今陕西省韩城市东南），迁出当地的居民。
前409年，魏文侯任命吴起为主将，攻克秦国河西地区的临晋（即王城，今陕西省大荔县东南）、元里（今陕西省澄城县东南）并筑城。次年，吴起再次率军攻打秦国，一直打到郑县，攻克洛阴（今陕西省大荔县西南）、郃阳（今陕西省合阳县东南）并筑城。而秦国只能退守至洛水，沿河修建防御工事，并筑重泉城（今陕西省蒲城县东南的重泉村）加以防守。至此，魏国全部占有原本属于秦国的河西地区，并在此设立西河郡，由吴起担任首任郡守。
魏国占领河西地区后，成为秦国东进的心腹大患。前401年，秦简公派兵攻打魏国，到达阳狐，但此时秦军无力穿越西河郡到达河东。直到前330年，秦国才从魏国手中完全收复河西地区。

## 改革
经过一系列失败后，秦简公被迫在秦国国内进行改革，主要措施有：
佩剑是诸侯国内贵族代表身份的象征，早在改革前秦国国内就有民间佩剑的风气。秦简公于前409年允许官吏佩剑，次年，又允许百姓佩剑。
因河西之战的失败，使秦国失去关中平原重要的产粮区，秦简公被迫于前408年在国内开始按亩征收禾稼作为租税。郭沫若认为这是秦国国内合法承认土地私有化的标志，也标志着秦国国内地主制度的建立。祝中熹认为秦简公时的“初租禾”与秦献公的“户籍相伍”制度与以及秦孝公时的“制辕田，开阡陌”前后呼应，是秦国由村社制向自耕农制转化过程中不可缺少的环节。

## 去世
前400年，秦简公去世，葬于丘里景公西，其子秦惠公继位。